# Згорни Лог
Згорни Лог (на словенски: Zgornji Log) е село в Словения, регион Средна Словения, община Лития. Според Националната статистическа служба на Република Словения през 2015 г. селото има 149 жители.